# Guðríðr Þorbjarnardóttir
Guðríðr Þorbjarnardóttir (* um 980 in Laugarbrekka, Island; † 11. Jahrhundert in Island) war eine Wikingerin, die in Island, Grönland und Vinland lebte und möglicherweise die erste Frau war, die in Amerika ein Kind europäischer Abstammung zur Welt brachte.

## Leben

### Jugend in Island
Guðríðrs Leben ist in den beiden Vinland-Sagas, der Eiríks saga rauða und der Grænlendinga saga, überliefert. Sie wird darüber hinaus in der Landnámabók erwähnt.
Die Grænlendinga saga enthält keine Angaben zur Herkunft Guðríðrs, die jedoch in der Eiríks saga rauða beschrieben ist. Dort heißt es, dass sie die Tochter von Þorbjǫrn Vífilsson und seiner Frau Hallveig Einarsdóttir war. Ihr Vater war der Sohn von Vífill, einem Engländer aus vornehmer Familie, den Auðr djúpúðga Ketilsdóttir nach Island verschleppt, dann aber freigelassen und mit Land im Vífilsdalur ausgestattet hatte. Er hatte mit seiner Frau zwei Söhne, Þorbjǫrn und Þorgeirr, wobei Letzterer Hallveigs Schwester Arnóra Einarsdóttir heiratete. Hallveig und Arnóra waren die Töchter von Einarr frá Laugarbrekku Sigmundarson, dessen Großvater Ketill þistill Landnehmer im Þistilfjörður in Island gewesen war. Þorbjǫrn ließ sich nach der Heirat in der Heimat seiner Frau nieder, sodass davon ausgegangen werden kann, dass Guðríðr auf dem Hof Laugarbrekka geboren wurde. Guðríðr hatte zudem einen Pflegevater namens Ormr, der mit seiner Frau Halldís im nahegelegenen Arnarstapi lebte.
Þorbjǫrn war ein Freund von Erik dem Roten, als dieser auf einer der Inseln im Breiðafjörður lebte. Als es um 982 zum Streit zwischen Erik und einem Mann namens Þorgestr kam, ergriff Þorbjǫrn Partei für Erik, der anschließend für vogelfrei erklärt wurde und Island verließ, um Grönland zu entdecken.
Eines Tages kam ein Mann namens Einarr Þorgeirsson nach Arnarstapi und erkundigte sich bei Ormr nach der jungen Frau, die als schön und tüchtig in ihrem Auftreten beschrieben wurde. Anschließend beauftragte er Ormr damit, Þorbjǫrn ein Heiratsangebot für dessen Tochter zu überbringen. Þorbjǫrn lehnte ab, da er seine Tochter nicht an den Sohn eines ehemaligen Sklaven verheiraten wollte.

### Leben in Grönland
Später beschloss Þorbjǫrn, mit seiner Familie zu seinem alten Freund Erik nach Grönland zu ziehen, da er zu verarmen drohte und um das Ansehen seiner Familie besorgt war. Mit 30 Mann, darunter Ormr und Halldís, machten sie sich auf den Weg nach Grönland, aber auf der Reise starb die Hälfte der Mannschaft, darunter Guðríðrs Pflegeeltern, an Krankheiten. Sie erreichten schließlich Herjólfsnes, wo sie vom dortigen Bauern Þorkell aufgenommen wurden. In Herjólfsnes hatte man ein schlechtes Erntejahr, weswegen Þorkell die Seherin Þorbjǫrg lítilvǫlva nach einer Vision fragte. Diese benötigte hierfür eine Frau, die die varðlokur singen konnte. Guðríðr war die einzige im Ort, die dies konnte, da Hallveig es ihr beigebracht hatte, aber sie weigerte sich zunächst, weil sie als Christin nicht an diesem heidnischen Ritual teilnehmen wollte. Nachdem sie doch zugestimmt hatte, waren die Anwesenden ob ihres Gesangs verzückt und Þorbjǫrg prophezeite ein gutes Erntejahr für Þorkell. Zudem sagte sie Guðríðr voraus, dass sie eine kurze Ehe mit einem wichtigen Mann eingehen würde, dann zurück nach Island ziehen und dort eine bedeutende Nachkommenschaft bekommen würde. Einige Zeit später fuhren Þorbjǫrn und Guðríðr nach Brattahlíð, wo Erik lebte. Nachdem sie überwintert hatten, ließ Þorbjǫrn sich auf Stokkanes nieder.
Laut der Grænlendinga saga war Guðríðr um das Jahr 1000 herum mit einem Norweger namens Þórir verheiratet, als sie mit 15 Mann auf einer Schäre vor Grönland Schiffbruch erlitten, woraufhin sie von Eriks Sohn Leif, der gerade von seiner Entdeckungsreise aus Vinland in Nordamerika zurückkam, gerettet und nach Brattahlíð gebracht wurden. Dort brach kurz darauf eine Epidemie aus, der Þórir erlag und Guðríðr zur Witwe machte.
Eriks anderer Sohn Þorsteinn bat der Eiríks saga rauða zufolge kurz darauf um die Hand von Guðríðr und sie und ihr Vater stimmten zu. Sie heirateten in Brattahlíð und zogen kurz darauf auf Þorsteinns Hof im Lysufjǫrðr in der Vestribyggð. Die Grænlendinga saga berichtet hingegen, dass Þorsteinn und Guðríðr in der Eystribyggð lebten und beim Versuch, Vinland zu bereisen, in die Vestribyggð getrieben wurden und dort überwintern mussten. In beiden Sagas starb Þorsteinn kurz darauf an einer Epidemie, sodass Guðríðr erneut verwitwet wurde. Der gerade gestorbene Þorsteinn erwachte jedoch noch einmal und prophezeite Guðríðr, dass sie einen Isländer heiraten, sich in Island niederlassen, bedeutende Nachkommen bekommen, nach seinem Tod nach Rom pilgern und schließlich in Island eine Kirche errichten und Nonne werden würde. In der Eiríks saga rauða, in der zuvor Þorbjǫrg Guðríðr die Zukunft prophezeit hatte, ist Þorsteinns Prophezeiung weniger detailliert.
Kurz darauf starb auch Guðríðrs Vater Þorbjǫrn, woraufhin sie sein Vermögen erbte. Gemäß der Eiríks saga rauða lebte sie anschließend bei Erik in Brattahlíð, der in der Grænlendinga saga zu diesem Zeitpunkt jedoch schon lange tot war, weswegen sie hier zu Leif zog. Im gleichen Sommer kam aus Norwegen ein Handelsschiff unter der Führung des isländischen Kaufmanns Þorfinnr karlsefni, dessen Ahnenreihe nach der Eiríks saga rauða bis zu Bjǫrn járnsíða, dem Sohn des legendären dänischen und schwedischen Königs Ragnarr Loðbrók aus dem Haus der Ynglinger, zurückreichte. Er überwinterte in Brattahlíð und bat Erik oder Leif um die Hand Guðríðrs und sie heirateten bald darauf.

### Expedition nach Vinland und Rückkehr nach Island
Auch Þorfinnr wollte das viel versprechende Vinland besuchen und organisierte eine Expedition mit zwei Schiffen und 160 Personen an Bord. Guðríðr begleitete ihn, spielt in der Erzählung in beiden Sagas aber nur eine untergeordnete Rolle. Guðríðr gebar in Vinland der Grænlendinga saga zufolge den Sohn Snorri Þorfinnsson, der vermutlich der erste in Amerika geborene Europäer war.
Nach der Expedition fuhren Þorfinnr und Guðríðr der Grænlendinga saga zufolge nach Norwegen und überwinterten dort. Anschließend fuhren sie nach Island, wo sie im Skagafjörður überwinterten, bevor sie sich in Glaumbær niederließen. Nach Þorfinnrs Tod übernahmen Guðríðr und Snorri den Hof. Nach der Heirat ihres Sohnes unternahm Guðríðr eine Pilgerreise nach Rom, wobei ihr Sohn Snorri während ihrer Abwesenheit eine Kirche in Glaumbaer errichten ließ. Sie wurde nach ihrer Rückkehr Nonne und lebte bis zu ihrem Tod als Eremitin. Der Eiríks saga rauða zufolge zogen sie hingegen nach Reynines an den Hof von Þorfinnr karlsefnis Mutter, die zu diesem Zeitpunkt noch lebte.
Beide Sagas schließen mit einer Übersicht über die Nachkommenschaft von Þorfinnr karlsefni und Guðríðr Þorbjarnardóttir. Neben dem Sohn Snorri hatten sie noch den Sohn Þorbjǫrn (Eiríks saga rauða) bzw. Bjǫrn (Grænlendinga saga). Snorri war der Großvater von Þorlákur Runólfsson, dem dritten Bischof von Skálholt, und der Urgroßvater von Brandur Sæmundsson, dem vierten Bischof von Hólar, während Þorbjǫrn/Bjǫrn der Großvater von Björn Gilsson, dem dritten Bischof von Hólar war. In anderen Sagas werden weitere Nachkommen genannt.

## Rezeption

Der in Laugarbrekka stehende Abguss der von Ásmundur Sveinsson geschaffenen Statue von Guðríðr Þorbjarnardóttir und ihrem Sohn

Der isländische Bildhauer Ásmundur Sveinsson schuf für die Weltausstellung 1939/40 in New York City eine Betonstatue, die Guðríðr und ihren Sohn Snorri zeigt. Sie maß etwa drei Meter und es ist unbekannt, wo sie nach der Ausstellung verblieben ist oder ob sie noch existiert. Die Vorlage misst 92 cm und wurde an verschiedenen Orten ausgestellt. Am 9. Juli 1994 wurde in Anwesenheit der Präsidentin Vigdís Finnbogadóttir eine Kopie in Guðríðrs späteren Heimatort Glaumbær enthüllt. Am 6. April 2000 wurde in Anwesenheit des kanadischen Premierministers Jean Chrétien und des isländischen Premierministers Davíð Oddsson eine Kopie im Canadian Museum of Civilization in Gatineau präsentiert, die am 22. Mai 2002 in die National Archives of Canada in Ottawa versetzt wurde. Präsident Ólafur Ragnar Grímsson ließ im Juni 2000 eine weitere Kopie in ihrem Geburtsort Laugarbrekka enthüllen. Noch eine Kopie wurde am 4. März 2011 in Anwesenheit von Ólafur und Papst Benedikt XVI. im Vatikan präsentiert.
Mehrere in den letzten Jahren erschienene populärwissenschaftliche Artikel (siehe Weblinks) nutzen Guðríðr als feministische Symbolfigur einer starken selbstbestimmten Frau und nichtkriegerischen Wikingerin.
Obwohl die Rolle Guðríðrs als erste Mutter eines europäischen Kindes in den Sagas an keiner Stelle hervorgehoben wird, steht diese in der späteren Rezeption und als Motiv für die verschiedenen Statuen im Fokus, was von Christopher Crocker als Zeichen eines traditionellen kolonialistischen Diskurses gewertet wird, bei dem es darum geht, die Rolle als „Erster“ in kolonialistischem Zusammenhang hervorzuheben, vergleichbar mit der Rezeption von Virginia Dare, dem ersten in Nordamerika geborenen Kind nach der Wiederentdeckung durch Christoph Kolumbus.
Die Statue in Laugarbrekka wurde im April 2022 gestohlen und später auf dem Parkplatz des Living Art Museum in Reykjavík wiedergefunden, wo sie in einem Raumschiff platziert war mit der übersetzten Aufschrift: „Freigepäck, die erste weiße Mutter im All“. Zu der Aktion bekannten sich anschließend die Künstlerinnen Bryndís Björnsdóttir und Steinunn Gunnlaugsdóttir, die damit den rassistischen und kolonialistischen Hintergrund der Statue kritisieren und ihr symbolisch eine neue Platzierung inmitten von Weltraumschrott geben wollten.